# Municipio San Cristóbal de las Casas
Koordinaten: 16° 44′ N, 92° 38′ W
San Cristóbal de las Casas ist ein Municipio im Zentrum des mexikanischen Bundesstaates Chiapas. Das Municipio hat etwa 186.000 Einwohner und eine Fläche von 395,5 km². Verwaltungssitz und größte Stadt des Municipios ist das gleichnamige Pueblo Mágico San Cristóbal de las Casas.

## Geographie
Das Municipio San Cristóbal de las Casas besteht aus einem Hauptteil um die gleichnamige Stadt und einer Exklave um den Ort Napite weiter östlich. Das Municipio liegt zentral im mexikanischen Bundesstaat Chiapas auf Höhen zwischen 800 m und 2800 m. Es zählt zur Gänze zur physiographischen Provinz der Sierra Madre de Chiapas und liegt gänzlich in der hydrologischen Region Grijalva-Usumacinta. Die Geologie des Municipios wird zu 82 % von Kalkstein bestimmt bei 6 % Alluvionen; vorherrschende Bodentypen sind der Alisol (47 %), Luvisol (38 %) und Leptosol (10 %). Etwa 51 % der Gemeindefläche sind bewaldet, 26 % dienen dem Ackerbau, 14 % werden von Weideland eingenommen.
Der Hauptteil des Municipio San Cristóbal de las Casas grenzt an die Municipios Chamula, Tenejapa, Huixtán, Teopisca, Totolapa, San Lucas und Zinacantán, die Exklave an die Municipios Huixtán, Chanal, Amatenango del Valle und Teopisca.

## Bevölkerung
Beim Zensus 2010 wurden im Municipio 185.917 Menschen in 40.714 Wohneinheiten gezählt. Davon wurden 62.208 Personen als Sprecher einer indigenen Sprache registriert, davon 43.302 Sprecher des Tzotzil und 15.440 Sprecher des Tzeltal. Gut 13 Prozent der Bevölkerung waren Analphabeten. 74.452 Einwohner wurden als Erwerbspersonen registriert, wovon 63 % Männer bzw. 2,5 % arbeitslos waren. Gut 21 % der Bevölkerung lebten in extremer Armut.

## Orte
Das Municipio San Cristóbal de las Casas umfasst 98 bewohnte localidades, von denen nur der Hauptort vom INEGI als urban klassifiziert ist. Fünf Orte wiesen beim Zensus 2010 eine Einwohnerzahl von über 1000 auf, 31 Orte hatten weniger als 100 Einwohner. Die größten Orte sind:
| Ort                              | Einwohner |
| San Cristóbal de las Casas       | 158.027   |
| San Antonio del Monte            | 002.196   |
| La Candelaria                    | 001.955   |
| Mitzitón                         | 001.293   |
| Yashitinín (San José Yashitinín) | 001.109   |
| El Pinar                         | 000.931   |
| Zacualpa Ecatepec                | 000.885   |